# Ingrid Braun
Ingrid Braun (* 1946 in Bitburg) ist eine deutsche Schauspielerin und Hörspielsprecherin.

## Leben
Ingrid Braun war als Ballett-Tänzerin zunächst in Wuppertal engagiert und kam 1969 nach Saarbrücken an das Staatstheater. In der Stadt absolvierte sie auch eine Ausbildung zur Schauspielerin. 1977 kam ihre Tochter Atischeh Hannah Braun zur Welt.
1978 gehörte sie zu den Gründungsmitgliedern des Jugendtheaters Überzwerg, 1984 gründete sie mit Alice Hoffmann und Bettina Koch die Frauen-Kabarettgruppe S’Irene. Es folgte ein vierjähriges Engagement als Tänzerin am Theater Freiburg. In den 1990er Jahren spielte sie in diversen Fernsehfilmen und Serien mit, darunter in Tatort-Episoden des SR als Ingrid, die Freundin des Kommissars Max Palu. Weitere Engagements hatte sie bei Tourneetheatern und Kleinkunstbühnen. Seit 2005 lebt sie in Berlin.

## Filmografie (Auswahl)
- 1992: Familie Heinz Becker (Fernsehserie, 2 Folgen)
- 1996: Tatort: Der Entscheider
- 1998: Tatort: Allein in der Falle
- 1999: Tatort: Strafstoß
- 2000: Tatort: Die Möwe
- 2001–2006: Verbotene Liebe (Fernsehserie, 9 Folgen)
- 2003: Wilsberg: Letzter Ausweg Mord
- 2006: Tatort: Aus der Traum
- 2007: Molly & Mops

## Hörspiele (Auswahl)
- 1974: Georges Perec: Konzertstück (Mädchen) – Regie: Nicht angegeben (Original-Hörspiel – SR/HR)
- 1974: Karlhans Frank: Junge, komm gut rüber (Sie) – Regie: Raoul Wolfgang Schnell (Originalhörspiel – SR)
- 1975: Anonymus: Geburtsprobe. Mein Weg als Alkoholiker vom Absturz in die Nüchternheit (Stimme 12) – Regie: Otto Düben (Originalhörspiel – SR)
- 1977: Gert Loschütz: Der Anruf (Die Frau) – Regie: Gert Loschütz (Hörspiel – SR)
- 1977: Berta Lourey: König Ortwins Tochter. Funkspiel nach einem Volksmärchen – Regie: N. N. (Kurzhörspiel – SR)
- 1979: Gerhard Bungert, Klaus-Michael Mallmann: Schinderhannes in Sötern. Eine deutsche Moritat (Erna Korb) – Regie: Jochen Senf (Originalhörspiel – SR)
- 1980: Doralies Hüttner: Versteckspiel (Mutter von Max und Michael) – Bearbeitung und Regie: Carola Preuß (Hörspielbearbeitung, Kinderhörspiel – SR)
- 1982: Jürgen Albers: Ein Morgen im Dienste der Schule (Inge) – Regie: Volker Kühn (Hörspiel –SR)
- 1988: Jochen Senf: Verzwergung-Szenen aus dem Familienalltag (Sprecherin 1/Kind/Mutter) – Regie: Jochen Senf (Hörspiel –SR)
- 1996: Fay Weldon: Harte Zeiten für Väter (1. Frau) – Regie: Stefan Dutt (Originalhörspiel – SR)